# Akens dialect

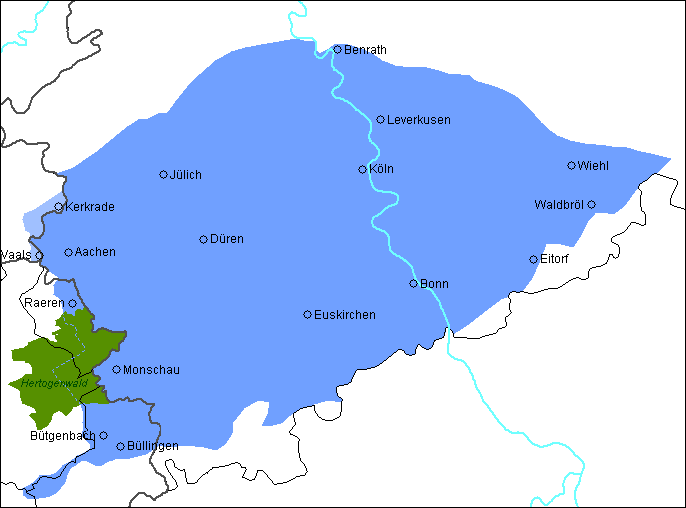
Aken in het Ripuarisch dialectgebied. Lichtblauw: het gebied in Nederland, waar eveneens Ripuarische dialecten worden gesproken. Het Hertogenwoud (groen) is te dunbevolkt om daar een taalgrens te trekken

Het Akens dialect, ook wel Akens plat of kortweg Akens (Ripuarisch: Öcher Platt), is het stadsdialect dat in de Duitse stad Aken wordt gesproken. 
Het Akens behoort tot taalkundig het Middelduits en valt daarbinnen in de Ripuarische dialectgroep. Het dialect heeft net als veel andere varianten van het Ripuarisch een kenmerkende spraakmelodie (Singsang) die enigszins vreemd aandoet voor Duitstaligen uit andere regio's. Voor personen die gewend zijn aan standaard Duits is dit vaak moeilijk te verstaan. In veel dialecten van het Limburgs bestaat een soortgelijk fonologisch verschijnsel (zie hiervoor Stoottoon en sleeptoon).
Het dialect moet niet worden verward met de Akense variant van het Rijnlandse regiolect, dat veel dichter bij het standaard Duits ligt en een wijdere verspreiding kent in het dagelijks leven. Wel zijn in dit regiolect enkele grammaticale eigenaardigheden en een aantal woorden en zinsneden van het Öcher Platt overgenomen.

## Kenmerken

### Uitspraak

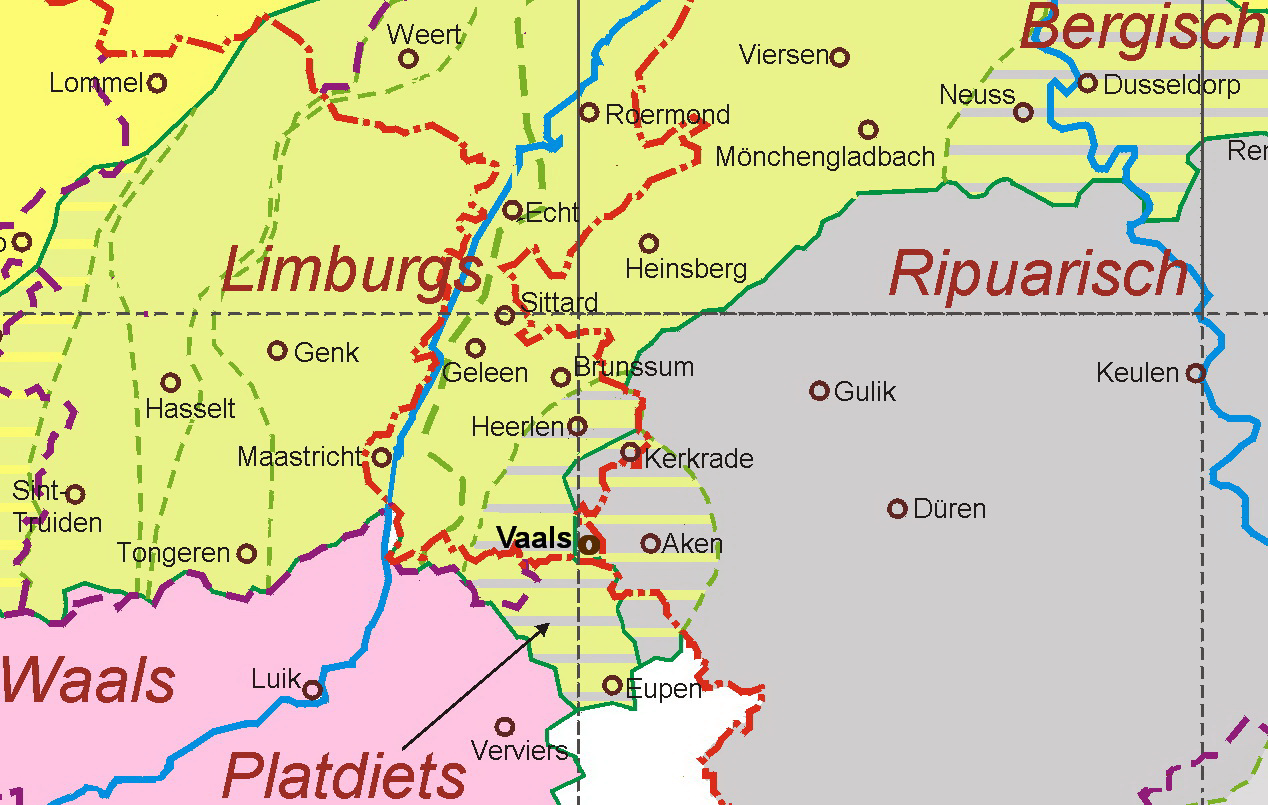
Taallandschap rondom Aken. De groene, doorgetrokken lijn is de Benrather linie

Het Akens dialect wordt tot het Westmiddelduits gerekend, omdat Aken ten zuiden van de Benrather linie ligt. Deze isoglosse markeert de grens tussen -k en -ch na lange en halflange klinkers; men zegt in Aken dus máche, niet make(n), zoals in noordelijker of westelijker gelegen plaatsen in Duitsland, Nederland en België. De Benrather linie vormt op veel plaatsen ook de uitspraakgrens tussen t- en ts-; in het Akens zegt men dus tsiet ("tijd") en sjwats ("zwart"). Daarnaast verandert de -t vaak in -s (Nederlands 'straat', Limburgs straot/sjtroat, Akens sjtroas) en de -p in -f (Nederlands 'hopen', Limburgs hope/houpe, Akens hoffe). Die klankverschuiving treedt evenwel, anders dan in het Hoogduits, niet op na korte klinkers. In Aken zegt men dus, net als in het Nederlands, dat, niet das/dass, en op, niet auf); dat verschijnsel doet zich eerst voor ten zuiden van de Bad Hönniger linie en de Sankt Goarer linie, beide veel zuidelijker gelegen.
Een andere belangrijke medeklinkerverandering, die niet direct wordt afgebakend door de Benrather linie, maar die wel aan het Akens een geheel eigen klank geeft, ook ten opzichte van het Limburgs, is de verandering van g- in j-. Dit gebeurt vooral aan het begin van woorden, vgl. Limburgs good gedoan ("goed gedaan") en Akens jód jemách. Die kenmerkende j- komt ook voor in andere West-Ripuarische dialecten, zoals het Kerkraads en het Vaalser dialect. Eveneens kenmerkend voor het Akens − en Vaalser − dialect is de -sch-klank ([ɕ], een stemloze alveolo-palatale fricatief) aan het einde van woorden, waar men eerder een -ch-klank zou verwachten, bijvoorbeeld in dursch ("door"; Duits durch) of eijentlisch ("eigenlijk"; Duits eigentlich).

### Woordenschat en uitdrukkingen
De woordenschat van het Akens dialect is voor een deel regiogebonden, met typisch Ripuarische woorden, die men soms ook in het Limburgs aantreft. Enkele typerende woorden en uitdrukkingen:
- Ich han et Hazz av (letterlijk: ik heb het hart af / mij is het hart afgezakt; betekenis: ik kan niet meer).
- Wenn et net reänt, da dröppt et (als het niet regent, druppelt het; betekenis: men kan ook met weinig tevreden zijn).
- Jlatte Jrosche (gladjanus; Duits: glatter Groschen).
- Jecke Verzäll (letterlijk: gek verhaal; betekenis: domme praat).
- In Oche zaat mer dat 't beste Öcher Platt jemoeld weät i Vols (In Aken zegt men dat het beste Akens dialect gesproken wordt in Vaals).[1]

## Classificatie en verwantschap
- Indo-Europees
  - Germaans
    - West-Germaans
      - Continentaal West-Germaans (Nederlands en Duits in brede zin)
        - Middelduits
          - Middelfrankisch
            - Ripuarisch
              - West-Ripuarisch
                - Akens dialect

### Nauwst verwante dialecten
Het Akens dialect is nauw verwant met zowel het dialect van het dichtbijgelegen Vaals (Völser Platt) net over de Nederlandse grens, alsook met de andere West-Ripuarische dialecten, die ook Limburgse taalinvloeden hebben ondergaan; bijvoorbeeld het Bocholtzer, het Simpelvelds, het Kerkraads en het Eupens. 
Het stadsdialect van Keulen (Kölsch)  – dat soms wel als de "standaardvorm" van het Ripuarisch wordt gezien vanwege het relatief grote aantal sprekers – vertoont ook veel overeenkomsten, maar is zelf niet West-Ripuarisch.

## Vitaliteit
In de loop van de 20e eeuw, en met name sinds de Tweede Wereldoorlog, is het aantal sprekers van het Akens dialect sterk afgenomen. Het dialect werd begin 21e eeuw vooral nog gebruikt door ouderen die in Aken zijn opgegroeid. 
Wel speelt het dialect nog altijd een belangrijke rol bij het Akens carnaval. Carnavalsliederen, toespraken ("Bütten"), spandoeken in optochten, en dergelijke zijn vrijwel altijd in het Öcher Platt geschreven. Carnavalsbijeenkomsten en andere folkloristische evenementen in Aken zijn daardoor soms moeilijk te volgen voor mensen die het dialect niet beheersen.

## Stimulering
Diverse Akense verenigingen en instellingen trachten aan het gebruik van het dialect een nieuwe impuls te geven. Naast de dialect- en volkskundevereniging Öcher Platt e. V. (sinds 1907), zijn het vooral de dialecttheatergezelschappen die hierin een rol spelen: Alt-Aachener Bühne 1919 e. V., Öcher Schängche, Aachener Heimattheater Bühnenfreunde 1947 e. V. en Öcher Verzäll e. V. (1990-2017). Op sommige scholen in Aken worden werkgroepen of projectweken georganiseerd om jongeren kennis te laten maken met het dialect. In sommige kerken worden bij bepaalde gelegenheden dialectmissen gevierd. De stad Aken reikt jaarlijks de THOUET-dialectprijs uit voor bijzondere diensten ter bevordering, behoud en instandhouding van het Akense dialect.

## Verder lezen
- (de)  Karl Allgaier, Meinolf Bauschulte, Richard Wollgarten (2010): Neuer Aachener Sprachschatz, een voortzetting van het standaardwerk Aachener Sprachschatz van Will Hermanns uit 1954. Uitgever: Öcher Platt e. V., Aken. ISBN 978-3-9813844-0-6
- (de)  Karl Allgaier, Meinolf Bauschulte, Richard Wollgarten (2014): Die Grammatik der Aachener Mundart. Öcher Platt e. V., Aken. ISBN 978-3-9813844-1-3
- (de)  Joseph Müller, Wilhelm Weitz (1836): Die Aachener Mundart: Idiotikon nebst einem poetischen Anhange. Jacob Anton Mayer, Aken/Leipzig
- (de)  Adolf Steins (1998): Grammatik des Aachener Dialekts. Uitgegeven door en voorzien van een nawoord door Klaus-Peter Lange. Rheinisches Archiv. Veröffentlichungen des Instituts für geschichtliche Landeskunde der Rheinlande der Universität Bonn. Band 141. Böhlau Verlag, Keulen / Weimar / Wenen. ISBN 3-412-07698-8